# 赫克斯利山
赫克斯利山（英語：Mount Huxley），是南極洲的山峰，位於維多利亞地的斯科特海岸，處於皇家學會嶺北端，海拔高度1,155米，在1992年由美國南極名稱諮詢委員命名，現時由南極條約體系管理。